# 소토체네리

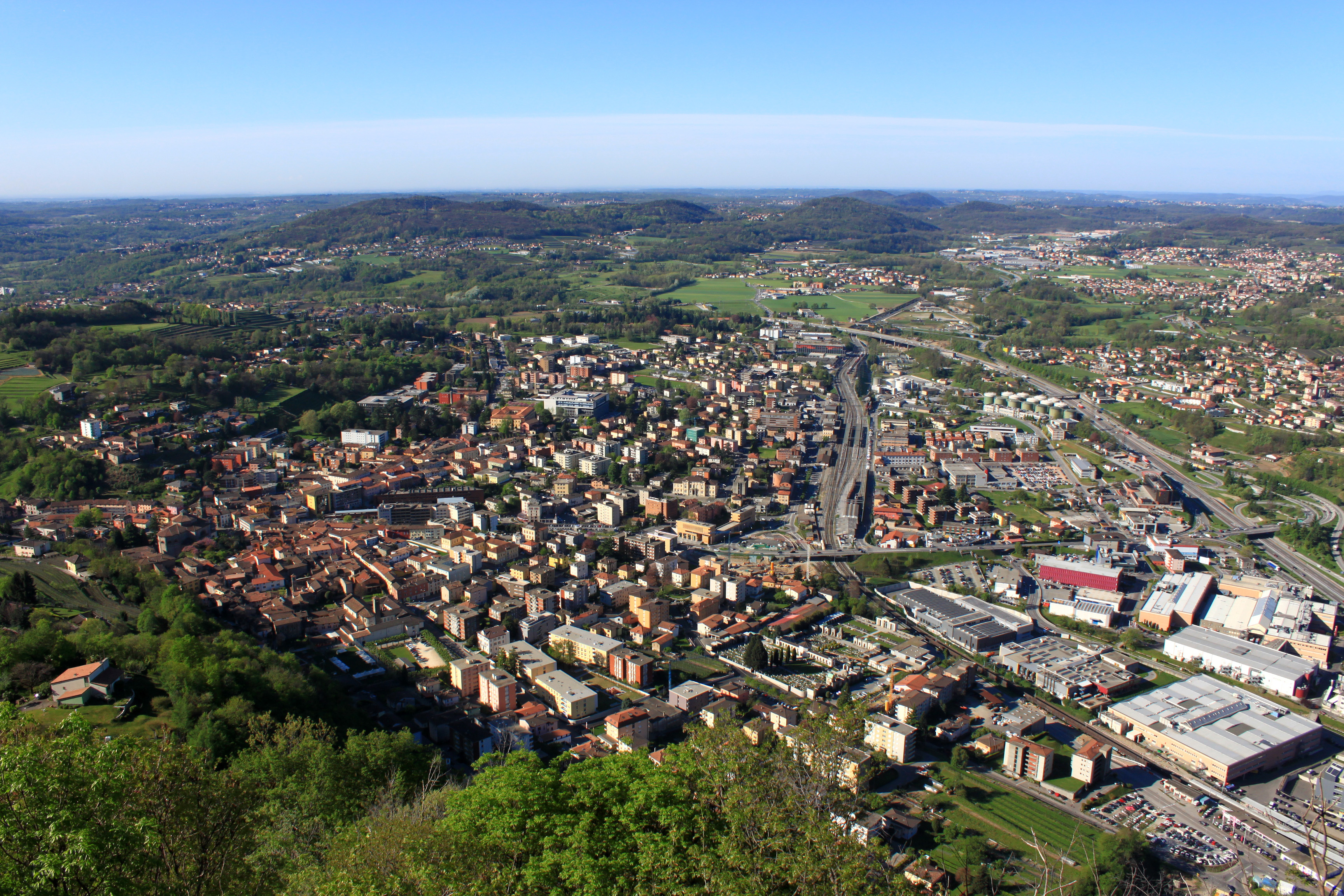

소토체네리(Sottoceneri, 체네리 아래)는 루가노 프레알프스를 통해 몬테 체네리 고개의 남쪽에 있는 스위스 티치노주의 일부이다. 여기에는 루가노 호수의 스위스 해안과 루가노, 멘드리시오 및 키아소의 도시와 마을이 포함된다.
소토체네리는 공식적으로 정의된 경계가 있는 반주가 아니라 대략적으로 루가노 및 멘드리스오구에 매핑된다. 주의 나머지 부분은 소프라체네리(체네리 위)로 설명되며 티치노강의 계곡과 벨린초나, 비아스카, 리비에라 및 로카르노의 마을을 포함한다.
소토체네리는 432K㎡로 구성되어 있으며, 이는 주 면적의 약 15%에 불과하지만, 189,123명 또는 주 인구의 57%(2008 기준)를 차지한다. 따라서 소프라체네리와 비교할 때 인구 밀도와 경제 활동 수준이 현저히 높다는 특징이 있다.